# Миле Будак
Миле Будак (Свети Рок, 1889 — Загреб, 1945) био је главни усташки идеолог и један од оснивача усташког покрета. Аутор је усташког плана за решавање српског питања у Хрватској — једну трећину убити, другу протерати, а трећу похрватити (покатоличити) тзв. Будакову идеологију, а приписује му се и оживљавање крилатице Србе на врбе. После Другог светског рата проглашен је кривим за колаборацију и ратне злочине, осуђен на смрт и погубљен.

## Биографија

### Младост и ране политичке активности
Миле Будак је рођен у Светом Року у Лици, тадашња Аустроугарска. Према мишљењу Јованке Будисављевић Броз, стара личка породица Будаци, којој је припадао Будак, су прекрштени Срби. Школовао се у Сарајеву, а студирао је географију и историју на Универзитету у Загребу. Аустроугарске власти су га ухапсиле 1912. године због његовог учешћа у покушају атентата на хрватског бана Славка Цуваја. Након почетка Првог светског рата 1914. године био је регрутован од стране аустроугарске војске. Српска војска га је заробила 1915. године те је био сведок повлачења српске војске преко Албаније у периоду 1915—16. године.
Након окончања рата, Миле Будак се вратио у Загреб. Дипломирао је права на Универзитету у Загребу 1920. године и постао чиновник у канцеларији Анте Павелића. Постао је активиста Хрватске странке права и био изабран за посланика на градским изборима у Загребу. Био је уредник политичких магазина блиских ХСП Хрватска мисао (1924) и Хрватско право (1924–32). Будак и Влатко Мачек су били адвокати који су заступало Марка Храниловића и Матију Солдина на суђењу током Шестојануарске диктатуре. Након Павелићевог одласка у емиграцију Будак је постао водећа особа ХСП-а у земљи. Будак је 7. јуна 1932. преживео покушај убиства који су покушали људи блиски шефу загребачке полиције Јанку Бедековићу. Атентатори су неколико пута ударали Будака батином по глави, али је Будак преживео. Како је Будак био у пријатељским односима са Влатком Мачеком, у новембру 1932. је потписао Загребачке пунктације Сељачко демократске коалиције.

### У усташком покрету пре рата
Уплашен покушајем убиства, емигрирао је у Италију, где се придружио усташама и постао командант у усташком кампу за обуку. Почетком 1934. године је у Будак је у Берлину постао шеф усташког уреда и заједно са Бранимиром Јелићем је издавао недељних Независна хрватска држава. У мају исте године у издању Хрватског кола у САД му је објављена књига Хрватски народ у борби за самосталну и независну Хрватску државу. После убиства свог ривала Густава Перчеца, Павелић је себе прогласио за поглавника, а Будака за свог доглавника. После атентата на краља Александра, ухапшен је у новембру у Ђенови, Италија је под међународним притиском интернирала већину усташа на Липарска острва, а Будак, сада већ други по важности члан покрета, је од почетка 1935. дошао на Липаре и као командант био задужен за тамошње логоре.
Нови премијер Југославије Милан Стојадиновић је водећи политику приближавања Немачкој и Италији, покушао да реши и проблем усташа. Према споразуму између Италије и Југославије о пријатељству и ненападању, обе државе су се обавезале да неће толерисати непријатељску активност према оној другој. За спровођење овог споразума југословенска страна је делегирала Владету Милићевића. Стојадиновић је наложио Милићевићу да ступи у контакт са Будаком, да га приволи да се одрекне Павелића и да
се врати у земљу, под условом да буде лојалан. Милићевић је дао све од себе да разбије усташки покрет, наговоривши око 220 до 260 усташа, међу којима је и Будак да се врате у Југославију. И сам Стојадиновић се састао са Будаком у једној вили на језеру Комо. Постоје индиције да је Стојадиновић очекивао да ће Будаков повратак не само ослабити усташку емиграцију, већ ће ојачати Стојадиновићев углед у Хрватској. Међутим, Стојадиновићева листа је на изборима 1938. имала тек око 280.000 гласова више, па је кнез Павле Карађорђевић, засићен Стојадиновићевим плановима, сменио Стојадиновића и он није имао прилику да се окористи Будаковим повратком.
Сам Будак се вратио се у Загреб јула 1938. године. Емигранти повратници из Италије и Немачке (Будак, Јуре Францетић, Младен Лорковић) су се повезали са Славком Кватерником и Мирком Пуком. Они су основали задругу Узданица, а почетком фебруара 1939. Будак је легално покренуо недељник Хрватски народ мање-више отворене усташке и проосовинске оријентације. Власти Бановине Хрватске су у фебруару 1940. ухапсиле Будака и групу од око 50 проусташких настројених људи, а марта 1940. забраниле излажење Хрватског народа 1940. Будак је пуштен у априлу, након самоубиства његове супруге.
Будак је уместо Хрватског народа покушавао покренути нове новине Хрватску земљу, Хрватску слободу и Кроацију, али се ти листови нису одржали због забрана банских власти. Насупрот жељама југословенске владе, Будаков повратак придонио је ипак оживљавању усташке струје и усташоидних елемената и Павелићевих симпатизера унутар ХСС под номиналним водством Влатка Мачека. Чланови Узданице су се још јаче увлачили у редове ХСС-а и све више привлаче њихове чланове на усташке позиције. У Хрватској су усташе најдубље корене ухватиле у Мачековој Сељачкој и грађанској заштити. Тако се тежиште усташко-франковачке акције пренело из иностранства у Југославију, јер у иностранству прилике за усташе више нису биле повољне. Будак је по свом повратку из емиграције рачунао на могућност већег утицаја на Мачека у циљу вођења радикалније политике, која би се у одређеном смислу приближила усташкој концепцији. Мачеку је предлагао заједничку акцију, која би резултирала Мачековим отвореним приклањањем силама Осовине и решавањем хрватског питање уз помоћ и подршку Хитлера. Кад је Мачек одбио такву политику, то је уједно значило и разлаз с Будаком.
У заједничком писму, које су 31. марта 1941, Хитлеру послали Павелић и Будак тражили су да Хитлер "помогне хрватском народу да формира независну хрватску државу која би укључила стара хрватска подручја и, међу њима, Босну и Херцеговину"..

### Други светски рат
Улазак Немаца у Загреб и проглашење НДХ Будак је дочекао у болници. После проглашења НДХ, Славко Кватерник је, очекујући Павелићев долазак из Италије, са водећим усташама из Хрватске и дисидентима ХСС образовао управу нове државе у оним деловима земље који су били под контролом немачке војске. Кватерник је 12. априла образовао привремену владу (Хрватско државно воство), којом је председавао Будак (у то време и даље у болници).
Када је Павелић 16. априла, дан након свог повратка у Загреб, образовао прву владу НДХ, Миле Будак је постао министар богоштовља (вера) и наставе. У мају и јуну 1941. Будак је био један од најактивнијих у пропаганди усмереној против Срба и Јевреја. Потписао је усташке расне законе уперене против Срба, Јевреја и Рома. У Госпићу је на једном скупу усташа узјавио да један дио Срба треба побити, један дио раселити и један дио превести у католичку вјеру.Након потписивања овог закона протеривање и убијање Срба, Јевреја и Рома постаје национална политика.
Касније је постао хрватски амбасадор у нацистичкој Немачкој од новембра 1941. до априла 1943. Министар иностраних послова је био од мај 1943а до новембра 1943.. Док је био министар иностраних послова сматрало се да је наклоњен Италији. У интерном меморандуму који је написао 9. јула 1943 и које касније дошао у немачке руке, Будак се критички односио према њемачкој политици у Босни и оснивању 13. СС дивизије Ханџар од босанских муслимана. Након капитулације Италије, Будак је устрајно тражио да да Мусолинијева Италијанска Социјална Република, прихвати поништење Римских уговора. Кад су Италијани то одбили, наложио је властима НДХ да заплене сву италијанску имовину у земљи. Међутим, право на ту имовину полагали су и Нијемци. Између Будака и Зигфрида Кашеа избили су спорови, што је довело њиховог потпуног разлаза. Кад је Павелић почетком октобра 1943. реорганизирао владу НДХ, Будак је изостављен. Будак је и даље је био доглавник, али без икаквих званичних овлашћења. Како је време пролазило, односи између Будака и Павелића су се погоршавали.
Након што је НДХ престала да постоји у мају 1945. године, Будак је са групом усташких функционера и генерала побегао преко Словеније у Аустрију. Они су се предали британској војсци код Клагенфурта. Британци су 17. маја предали Будака и још неке усташе јединицама 4. југословенске армије. Војни суд 2. југословенске армије је 6. јуна 1945. осудио Будака, Николу Мандића, Николу Штајнфла, Пава Цанкија и Јураја Рукавину на смрт вешањем, а пресуда је извршена следећег дана. Током суђења се понио кукавички, стално је плакао и тврдио да он није ни за шта крив. Сахрањен је у заједничкој гробници на, до данас, непознатој локацији.

## Књижевни рад
Миле Будак се бавио и литерарним радом. Писао је представе и романе у којима се велича хрватски народ. Најпознатије дело из његовог опуса је „Огњиште“ у којима су описани обичаји и начин живота народа у његовој родној Лици. Драматург Војмил Рабадан је рекао да је „Огњиште“ идеолошки кредо и победничка химна нове Хрватске и поредио ликове из „Огњишта“ са античким Тројанцима. У својим романима, као што је „На понорима“ Будак означава Јевреје и Србе као оне који су одговорни за хрватску беду и заговара повратак на село. У „Сну и срећи“ пише о љубави према женама и домовини. Тито Строци је направио позоришну адаптацију „Огњишта“ а Рабадан адаптацију „Зоре ускрснућа“, веру у тријумф хрватске револуције 1941. године. Ове адаптације Будакових дела су током рата извођене на позоришним сценама у Загребу и Сарајеву. Осим поменутих ту су и "Опанци дида Видурине", "Расцвјетана трешња". О његовом књижевном раду Нот (E. E. Noth) је написао: Овде налазимо тврдоглаву спиритуало реалистичку концепцију човека и његове везе са земљом на којој живи што Миле Будак симболише као "огњиште"
Хрватски академик Петар Стрчић каже да је литерарни рад Будака просечан и без трајне вредности.
Након рата његове књиге су забраниле југословенске власти.

## Будак у савременој Хрватској
Након независности почетком 1990-их година, у Хрватској владајућа Хрватска демократска заједница је пошто-пото хтела да прикаже усташе као хрватске патриоте. Тим поводом су 1993 публикована сабрана дела Миле Будака. О овој рехабилитацији Будака је хрватски аутор Ђанкарло Кравар (Giancarlo Kravar) написао: "… Усташтво, по својој природи, је несумњиво био позитиван политички покрет пошто је афирмисао хрватску државотворност, израз вјековних тежњи хрватског народа".
Многи хрватски градови, укључујући и Сплит, су имали улице назване по њему, а Хрватска радио-телевизија је емитовала драматизацију Будаковог приказа повлачења српске војске 1915—1916. кроз Албанију. Званично објашњење је било да би Будака требало посматрати као важну књижевну личност, одвојено од његове контроверзне улоге у Другом светском рату. Ово је изазвало реакцију у левичарској мањини у Хрватској, највише Ферал трибјуна, који је покренуо дугогодишњу кампању да се промени име улицама које носе име Мила Будака.
Маргелов институт је публиковао осврт С. Мусића у коме се каже:
"Кориштење његовог имена оправдава се и чињеницом да је био књижевник, стављајући га у контекст Кнута Хамсуна и других великих свјетских књижевника који су били наклоњени или су активно судјеловали у фашистичким номенклатурама.
Но, нигдје се не спомиње да је за разлику од Хамсуна Будак другоразредни књижевник, чија су дјела готово без икакве умјетничке вриједности осим традиционалног личког дијалекта који је у њима активно кориштен".
Године 2003. влада Иве Санадера је одлучила да се коначно позабави овим проблемом који је резултовао преимењавањем неких улица које су носиле његово име. Године 2004, плоча која је подсећала на Будаковљево рођење на Светом Року је уклоњена од стране Санадерове владе. Према Будаку је било названо 17 улица широм Хрватске. До краја 2004. градска већа у Госпићу, Книну и Задру су променила имена улицама које су носиле име Миле Будак. До 2013. године остало је 10 градова и општина у којима постоје улице под називом Миле Будак. То су Славонски Брод, Винковци, Вировитица, Паг, Плетерница, Комижа, Ловинац, Јасенице, Клакар и Пакоштане у коме постоје две улице назване по Милу Будаку.
Поткрај 1995. године власти су у западном, већински хрватском делу Мостара именовале неколицину улица по идеолозима усташког покрета из времена НДХ, међу њима Миле Будак, Рафаел Бобан, Младен Лорковић, Анте Вокић, Ђуро Спужевић, Јуре Францетић и Иво Зеленек. Градско веће Мостара одлучило је у јулу 2022. године да се те улице преименују по Алекси Шантићу, Тину Ујевићу, фра Људевиту Ласти, Исмету Вољевици, Хумскоj и Циглани. Ову је одлуку поздравила Амбасада Сједињених Америчких Држава у Сарајеву.